# Menemen
Menemen je tradicionalno tursko jelo koje uključuje naminirnice kao što su: jaja, rajčica, zelena paprika, i začine kao što su mljeveni crni papar, mljevena crvena paprika, sol i origano. Mogu se dodati i crveni luk, češnjak i sl. Kuha se s maslinovim uljem ili suncokretovim uljem. Slično jelo je šakšuka.
Menemen se obično jede za doručak i poslužen s kruhom. Luk se uglavnom dodaje kada se menemen jede za ručak, i kao glavno jelo.

## Priprema
Luk se dinsta na zagrijanom maslacu ili ulju, a zatim se doda zelena paprika. Kad luk postane mekan i svjetlije boje, dodaju se rajčice. One trebaju postati vrlo mekane i promijeniti boju. Konačno se dodaju jaja i začini i izmiješa se i kuha. Jaja trebaju biti potpuno kuhana.
U restoranima, menemen je jelo po narudžbi i poslužuje se u metalnoj tavi u kojoj se i pripremao.